# Tamazight del Atlas de Blida
El tamazight del Atlas de Blida es una lengua bereber septentrional, perteneciente al grupo de las lenguas zenati, hablada por los bereberes de la región de Blida, en Argelia, en la Mitidja y en la parte central del Atlas del Tell.

## Área geográfica

Mapa del noreste de Argelia, Blida está situada en la esquina superior izquierda.

Mapa del noroeste de Argelia, Blida está situada en la esquina superior derecha.

El área lingüística de esta lengua bereber antes de la colonización francesa de Argelia, se extendía desde las laderas y estribaciones del Atlas de Blida, así como del extremo norte de la Mitidja argelina, un territorio habitado por los imazighen. El monte Chenoua es una montaña de 905 metros de altitud, situada en la región de Tipasa, al norte de Argelia.

## Lengua
El tamazight del Atlas de Blida, es una lengua bereber zenati y se parece al idioma shenwa hablado en la región del monte Chenoua, hay ciertos rasgos que lo acercan al idioma cabilio hablado en la Cabilia. El tamazight del Atlas de Blida parece haber sido un continuo dialectal entre la Cabilia argelina y la región de la montaña Chenoua, el tamazight del Atlas de Blida, ha estado influenciado por el idioma shenwa.

## Historia
La regresión de la lengua comenzó durante la guerra de Independencia de Argelia, cuando el Ejército francés trasladó a los habitantes a campos de concentración, y continuó durante la guerra civil argelina contra los rebeldes islamistas del Frente Islámico de Salvación (FIS), tras el éxodo de la población. La convivencia de los bereberes con la población árabe también ha contribuido al abandono del uso del tamazight.

## Actualmente
El tamazight del Atlas de Blida se habla y se conserva entre los descendientes de las confederaciones tribales del Atlas de Blida como los Ait Salah, establecidos en Chréa y los Ait Misra, establecidos en el municipio de Hammam Melouane. El tamazight del Atlas de Blida también se habla en el noroeste de la provincia de Médéa. La mayor parte de tribus del Atlas de Blida, ya no hablan tamazight, pero esta región es bien conocida por su rica toponimia bereber y la mayoría de sus habitantes son muy conscientes de sus orígenes imazighen.